# Fight Night (videogioco)
Fight Night è un videogioco di pugilato in stile cartonesco, pubblicato nel 1985 per Apple II, Atari 8-bit e Commodore 64, e nel 1988 per la console Atari 7800.
Non ha collegamenti con la serie di Fight Night iniziata negli anni '90.

## Modalità di gioco
L'azione di gioco è bidimensionale e vista di profilo. I pugili possono avanzare e indietreggiare, colpire alla testa o al torso, fintare alla testa o al torso, parare alla testa o al torso. Gli avversari controllati dal computer dispongono anche di una mossa speciale, spesso umoristica e non permessa nel vero pugilato. Gli incontri sono composti da un massimo di tre round; si può vincere totalizzando più punti dell'avversario oppure per KO, che avviene quando si subiscono molti pugni e si riempie tutta la barra indicatrice del KO.
Nella modalità di gioco "evento principale", solo per giocatore singolo, si affrontano in ordine 5 avversari corrispondenti a 5 livelli di difficoltà crescente (nella versione Atari 7800 gli avversari sono 11, ma dal punto di vista grafico sono solo 6, con varianti di colore).
La modalità "costruzione" (non presente su Atari 7800) è un editor che permette di creare e salvare dei pugili personalizzati, controllati dal giocatore o dal computer, combinando vari elementi grafici e distribuendo la potenza e la resistenza tra la testa e il torso. Nel caso di pugili controllati dal computer si regolano anche dei fattori di comportamento.
In "allenamento" si può fare pratica con il sacco, in "sparring" si affrontano due pugili a scelta, anche a due giocatori.
Infine la modalità "torneo" (non presente nella versione su cassetta) è una competizione a girone tra pugili controllati dai giocatori o dal computer.